# Film sensacyjny

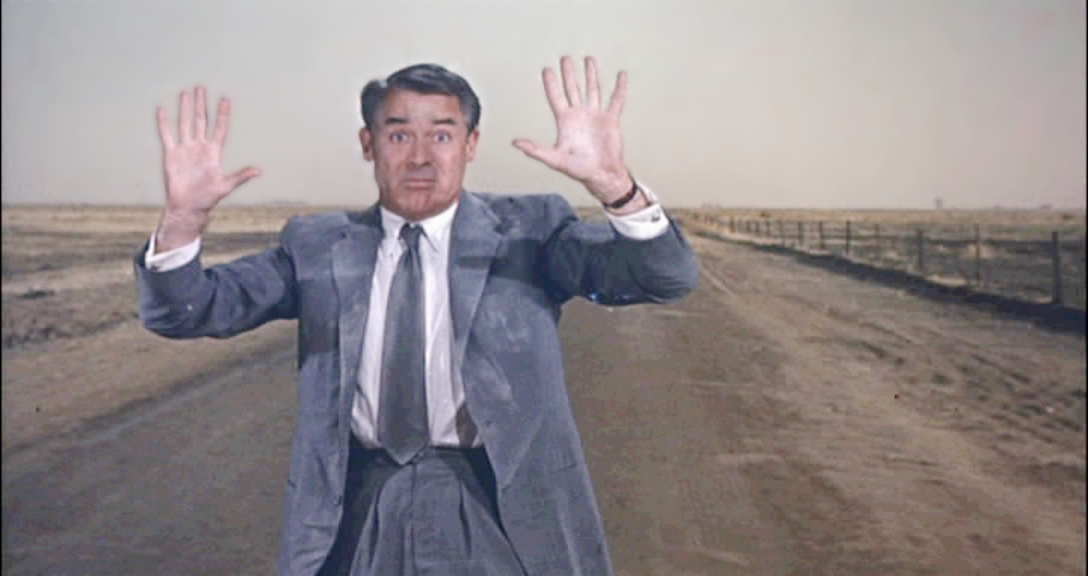
Film sensacyjny Północ, północny zachód (1959)

Film sensacyjny – swoista odmiana rodzajowa (nie gatunek filmowy) filmu fabularnego, typ struktury dzieła filmowego rozwijanej i uzupełnianej przez różne gatunki filmowe, które można traktować jako odmiany filmu sensacyjnego; wyznacznikiem rodzajowym nie jest więc treść filmu, lecz sposób przedstawiania wydarzeń. Utwór filmowy należący do tej odmiany ukazuje zawsze pewnego rodzaju intrygę, wątek główny przedstawia rozwój tej intrygi, fabuła najczęściej trzyma widza w napięciu emocjonalnym, jest bogata w niezwykłe wydarzenia i zaskakujące zwroty akcji. Dominuje zmienność sytuacji i relacji wzajemnych między bohaterami. Jeśli w filmie sensacyjnym występują wątki poboczne, to służą one rozwojowi intrygi i zwykle przyspieszają tok akcji i rozwój fabuły, a nigdy ich nie zwalniają. Nie występuje materiał pozafabularny (historyczny, naukowy, opisowy), mający znaczenie sam w sobie (autonomiczny względem fabuły). Film sensacyjny, rozumiany jako typ struktury, obejmuje m.in. takie gatunki filmowe, jak film szpiegowski, film gangsterski, film kryminalny, film detektywistyczny, film policyjny czy thriller, a nawet western, film wojenny czy film fantastycznonaukowy.
Pierwsze próby opisu i klasyfikacji form filmowych posługujące się pojęciami analogicznymi do pojęcia filmu sensacyjnego pochodzą z drugiego dziesięciolecia XX wieku. Vachel Lindsay, amerykański poeta i teoretyk filmu wyróżnił film sensacyjny (pod nazwą Action Film lub Action Picture) jako jeden z trzech sposobów kształtowania struktury filmu (obok Intimate Motion Picture, opartego na wyraźnym zarysowaniu postaci kilku bohaterów, odpowiadającego obecnemu pojęciu filmu obyczajowego, komedii obyczajowej czy filmu psychologicznego, oraz Splendor Picture, opartego na scenach zbiorowych, nieraz z tłumami statystów, odpowiadającego mniej więcej obecnemu pojęciu filmu epickiego).
Od lat osiemdziesiątych XX wieku dominującą odmianą filmu sensacyjnego jest tzw. film akcji, co doprowadziło do częstego utożsamiania tych rodzajów filmu.